# Арпад Тома
Арпад Тома (угор. Toma Árpád, нар. 3 січня 1958, Печ) — угорський футболіст, який грав на позиції захисника. Відомий насамперед за виступами в угорському клубі «Печі Мункаш», у якому зіграв понад 300 матчів у чемпіонаті Угорщини, та у складі національної збірної Угорщини, пізніше також очолював «Печ» як головний тренер.

## Клубна кар'єра
Арпад Тома народився в місті Печ, де й розпочав займатися футболом. У 1977 році Тома розпочав грати в основному складі місцевої команди «Печі Мункаш», у якій грав до 1989 року, та зіграв у складі команди 312 матчів лише в чемпіонаті Угорщини. У 1989 році футболіст перейшов до клубу «Комлой Баняс», у якому виступав до 1990 року. З 1990 до 1991 року угорський захисник грав у складі фінського клубу «ПС Кемі», після чого в 1991 році повернувся до клубу «Комлой Баняс». У 1992 році Тома грав у складі нижчолігового німецького клубу «Заллерн», після чого завершив виступи на футбольних полях.

## Виступи за збірні
У 1977 році Арпад Тома у складі молодіжної збірної Угорщини брав участь у першому молодіжному чемпіонаті світу з футболу. У 1987 році Тома дебютував у складі національної збірної Угорщини, та протягом року зіграв 5 матчів за національну збірну, після чого до збірної не викликався.

## Кар'єра тренера
У 2000 році Арпад Тома очолив свій колишній клуб «Печі Мункаш» як головний тренер, а пізніше з 2001 до 2010 року тренував юнацьку команду клубу. У 2010 році Тома очолював угорську команду «Селльє».